# Hello, Herman
Pour plus de détails, voir Fiche technique et Distribution.
Hello, Herman est un film dramatique américain, réalisé par Michelle Danner, et produit par All in films, sorti en 2012. 

## Synopsis
Dans un futur proche, à Any Town, une ville fictive des États-Unis, Herman, un adolescent de seize ans prend une terrible décision. Il entre dans son lycée de banlieue et tue trente-neuf élèves, deux professeurs, et un officier de police. Juste avant d'être arrêté, il envoie un email à son idole, le journaliste célèbre Lax Morales, contenant la vidéo de la tuerie enregistrée par Herman lui-même. Dans le clip, Herman annonce à Lax "Je veux raconter mon histoire dans votre émission". Lax, hanté par son passé, est maintenant face à face avec Herman. Le film explore pourquoi et comment un massacre comme celui-ci peut se produire dans la société américaine, la violence des jeunes et le harcèlement à l'école, l'impact des médias dans notre recherche individuelle de popularité, et enfin, notre besoin de connexion.

## Fiche technique
- Titre original : Hello, Herman
- Réalisation : Michelle Danner
- Scénario : John Buffalo Mailer
- Production : Michelle Danner
- Société de production : All in films, Roughsky Productions
- Société de distribution : Passion River Films, Excesso Entertainment, H.O.M Vision, Peacock Films, Première TV Distribution
- Pays d'origine : États-Unis
- Langue originale : Anglais
- Format : Couleur
- Durée : 95 minutes
- Genre : Drame
- Date de sortie : 7 juin 2013, en VOD.

## Distribution
- Norman Reedus : Lax Morales
- Martha Higareda : Isa Cruz
- Garrett Backstrom : Herman Howards
- Rob Estes : Chet Clarkson
- Sabrina Debler : Jenifer
- Andy McPhee : Sean Gall
- Olivia Faye : Marsha Dixon
- Jake White : Michael Ray
- Alex Neuberger : Michael Green
- Lindsay Bushman : Susan
- Priscilla Herman : Gaby
- Samatha Herman : Lisa
- Arielle Sitrick : Lena
- Jordan White : Bully
- Alec George : Timmy

## Distinctions
Le film remporte le prix du "film socialement pertinent" lors de sa Première internationale qui se déroule au Monaco Charity Film Festival.